# Josef du Jardin
Josef du Jardin, né le 9 juin 1934, à Anvers, en Belgique, est un ancien joueur belge de basket-ball.